# The Best of Aldo, Giovanni e Giacomo
The Best of Aldo, Giovanni e Giacomo è uno spettacolo teatrale portato in scena dal trio comico Aldo, Giovanni e Giacomo, per celebrarne i 25 anni di carriera, nel corso del 2016, in 15 città italiane e 5 città europee.
La regia è affidata ad Arturo Brachetti. Il cast è formato dagli stessi Aldo Baglio, Giovanni Storti e Giacomo Poretti con Silvana Fallisi; partecipano inoltre Clara Storti, primogenita di Giovanni, e l'orchestra dei The Good Fellas.

## Spettacolo
Lo spettacolo ha registrato il sold out per 37 repliche, totalizzando oltre 200 000 spettatori. È stato trasmesso in Svizzera da RSI nel 2016, e in Italia da Rai 2 nel 2017.
Lo show ripropone alcuni degli sketch più celebri del trio comico, scelti nei mesi precedenti dai loro stessi fan: i tre gemelli, la passeggiata in montagna, Pdor, i Busto Garolfo Cops, la visita al museo e il dottor Alzheimer, intervallati da inserti video di parti dei precedenti lavori del trio (film, programmi televisivi e spettacoli teatrali).
I personaggi originariamente interpretati da Marina Massironi sono qui reinterpretati da Silvana Fallisi. Come dichiarato dal trio stesso, la comprimaria storica risultava impossibilitata a partecipare alla tournée perché già impegnata con un altro spettacolo teatrale.